# Kibwesa
Kibwesa ist ein Ort in Tansania am Ufer des Tanganjikasees.
Kibwesa gehört zum Distrikt Uvinza in der Region Kigoma und hat zwischen 2000 und 5000 Einwohner. In der Umgebung, etwa in der Edith Bay und nördlich von Kibwesa, gibt es Sandstrände; im Wasser sind unter anderem Cichliden zu beobachten.
Kibwesa wird von dem Linienschiff Liemba angefahren.